# Defensa Caro-Kann
|       |       |       |       |       |       |       |       |       |  |
|       | a8 rd | b8 nd | c8 bd | d8 qd | e8 kd | f8 bd | g8 nd | h8 rd |  |
| a7 pd | b7 pd | c7    | d7 pd | e7 pd | f7 pd | g7 pd | h7 pd |       |  |
| a6    | b6    | c6 pd | d6    | e6    | f6    | g6    | h6    |       |  |
| a5    | b5    | c5    | d5    | e5    | f5    | g5    | h5    |       |  |
| a4    | b4    | c4    | d4    | e4 pl | f4    | g4    | h4    |       |  |
| a3    | b3    | c3    | d3    | e3    | f3    | g3    | h3    |       |  |
| a2 pl | b2 pl | c2 pl | d2 pl | e2    | f2 pl | g2 pl | h2 pl |       |  |
| a1 rl | b1 nl | c1 bl | d1 ql | e1 kl | f1 bl | g1 nl | h1 rl |       |  |
|       |       |       |       |       |       |       |       |       |  |

La defensa Caro-Kann es una apertura de ajedrez que comienza con los movimientos en notación algebraica:
1.e4 c6
...tras lo que se llega a la posición del diagrama.
Tiene muchas similitudes con la defensa francesa, siendo la principal diferencia que el alfil de c8 no ha quedado encerrado por la jugada e6.
Se considera una de las aperturas más sólidas de que disponen las negras, y ha sido empleada por muchos de los campeones mundiales de este deporte.

## Referencia histórica
A mediados del siglo XIX, Horatio Caro y Marcus Kann introdujeron esta defensa en la práctica magistral, con escaso éxito. En la década de los ochenta del mismo siglo, Szymon Winawer la utilizó ocasionalmente; pero no sería hasta 1891 cuando comenzó a tomarse en serio tras el análisis general sobre su base teórica que fue publicado en el muy conocido y apreciado Manual de Bilguer. Aron Nimzowitsch y Savielly Tartakower, a principios del siglo XX, demostraron las interesantes posibilidades de esta apertura. José Raúl Capablanca la incluyó en su repertorio, al igual que varios posicionalistas de renombre: Salo Flohr y los campeones mundiales Mijaíl Botvinnik, Vasily Smyslov y Tigran Petrosian, entre otros. Recientemente, Anatoly Karpov la rescató de cierto olvido, y Garry Kasparov, en colaboración con Aleksander Shakarov, le ha dedicado un estudio teórico. Otros jugadores notables como Anand y Topalov la utilizan ocasionalmente.

## Planteamiento
Las ideas estratégicas de la Defensa Caro-Kann (ECO B10-B19) son claras. Se trata de apoyar el fuerte golpe d5, que ataca el centro blanco. Suele derivar en estructuras muy similares a la Defensa francesa, pero con la ventaja de que el alfil negro de casillas blancas ha salido de su cárcel —el principal problema de la Francesa. Sin embargo se retrasa el golpe c5, el golpe típico de la Francesa en la que se va a cambiar un peón del flanco por un peón central, lo que se considera una ventaja. Las blancas tratarán de evitar este golpe, pues si las negras lo hacen en buenas condiciones entrarán en una partida muy favorable. Con un juego lógico las blancas son capaces de retrasar este golpe durante mucho tiempo, incluso hasta que ya no es peligroso. Es precisamente la preparación de este golpe lo que da a la defensa un carácter maniobrero. En general, se puede decir que la defensa Caro-Kann es típica de jugadores sólidos y eminentemente posicionales. A excepción de la variante Bronstein y ciertas líneas algo agresivas (con tempranos g4 o h4 por parte de las blancas) en la variante del avance, todas las líneas y medios juegos derivados de esta defensa están enfocados al juego posicional, buscando el final, en el que las negras buscan explotar las debilidades que puedan crear a las blancas en el medio juego (por ejemplo, en la variante clásica es normal encontrar un peón blanco en h5). Desde el punto de vista de las blancas, son también destacables el ataque Panov (en la que las blancas se crean un peón aislado en "d" pero montan peligrosas situaciones tácticas) y la variante fantasía (una idea popularizada hace algunos años por Morozevich). Normalmente las negras se quedan con menos espacio y retrasadas en el desarrollo; a cambio, no se crean debilidades.

## Variantes
|       |       |       |       |       |       |       |       |       |  |
|       | a8 rd | b8 nd | c8 bd | d8 qd | e8 kd | f8 bd | g8 nd | h8 rd |  |
| a7 pd | b7 pd | c7    | d7    | e7 pd | f7 pd | g7 pd | h7 pd |       |  |
| a6    | b6    | c6 pd | d6    | e6    | f6    | g6    | h6    |       |  |
| a5    | b5    | c5    | d5 pd | e5    | f5    | g5    | h5    |       |  |
| a4    | b4    | c4    | d4 pl | e4 pl | f4    | g4    | h4    |       |  |
| a3    | b3    | c3    | d3    | e3    | f3    | g3    | h3    |       |  |
| a2 pl | b2 pl | c2 pl | d2    | e2    | f2 pl | g2 pl | h2 pl |       |  |
| a1 rl | b1 nl | c1 bl | d1 ql | e1 kl | f1 bl | g1 nl | h1 rl |       |  |
|       |       |       |       |       |       |       |       |       |  |

Línea principal
1.e4 c6
1.e4 c6 2.d4 Línea principal
1.e4 c6 2.d4 d5
1.e4 c6 2.d4 d5 3.Cc3
1.e4 c6 2.d4 d5 3.Cc3 dxe4 4.Cxe4
1.e4 c6 2.d4 d5 3.Cc3 b5
1.e4 c6 2.d4 d5 3.Cc3 g6
1.e4 c6 2.d4 d5 3.e5
1.e4 c6 2.d4 d5 3.e5 Af5 4.Ad3
1.e4 c6 2.d4 d5 3.e5 Af5 4.Cf3
1.e4 c6 2.d4 d5 3.e5 Af5 4.Ce2
1.e4 c6 2.d4 d5 3.e5 Af5 4.h4
1.e4 c6 2.d4 d5 3.e5 Af5 4.g4
1.e4 c6 2.d4 d5 3.e5 Af5 4.c3 e6 5.Ae2
1.e4 c6 2.d4 d5 3.e5 c5
1.e4 c6 2.d4 d5 3.f3 Variante fantasía.
1.e4 c6 2.d4 d5 3.Cd2
1.e4 c6 2.d4 d5 3.Cd2 Db6 Variante Edinburgo.
1.e4 c6 2.d4 Ca6 3.Cc3 Cc7
1.e4 c6 2.d4 Cf6
Las maneras más interesantes de jugar la Caro-Kann son las variantes que siguen.

### Variante del cambio
|       |       |       |       |       |       |       |       |       |  |
|       | a8 rd | b8 nd | c8 bd | d8 qd | e8 kd | f8 bd | g8 nd | h8 rd |  |
| a7 pd | b7 pd | c7    | d7    | e7 pd | f7 pd | g7 pd | h7 pd |       |  |
| a6    | b6    | c6    | d6    | e6    | f6    | g6    | h6    |       |  |
| a5    | b5    | c5    | d5 pd | e5    | f5    | g5    | h5    |       |  |
| a4    | b4    | c4    | d4 pl | e4    | f4    | g4    | h4    |       |  |
| a3    | b3    | c3    | d3    | e3    | f3    | g3    | h3    |       |  |
| a2 pl | b2 pl | c2 pl | d2    | e2    | f2 pl | g2 pl | h2 pl |       |  |
| a1 rl | b1 nl | c1 bl | d1 ql | e1 kl | f1 bl | g1 nl | h1 rl |       |  |
|       |       |       |       |       |       |       |       |       |  |

Se llega a la variante del cambio tras los movimientos:
1.e4 c6 2.d4 d5 3.exd5 Variante del cambio
1.e4 c6 2.d4 d5 3.exd5 cxd5 4.c4
1.e4 c6 2.d4 d5 3.exd5 cxd5 4.c4 Cf6 5.c5?!
1.e4 c6 2.d4 d5 3.exd5 cxd5 4.c4 Cf6 5.Cc3
1.e4 c6 2.d4 d5 3.exd5 cxd5 4.c4 Cf6 5.Cc3 Cc6 6.Ag5 dxc4 7.d5 Ca5
1.e4 c6 2.d4 d5 3.exd5 cxd5 4.c4 Cf6 5.Cc3 Cc6 6.Ag5 e6
1.e4 c6 2.d4 d5 3.exd5 cxd5 4.c4 Cf6 5.Cc3 Cc6 6.Ag5 Da5
1.e4 c6 2.d4 d5 3.exd5 cxd5 4.c4 Cf6 5.Cc3 Cc6 6.Ag5 Db6
1.e4 c6 2.d4 d5 3.exd5 cxd5 4.c4 Cf6 5.Cc3 e6
1.e4 c6 2.d4 d5 3.exd5 cxd5 4.c4 Cf6 5.Cc3 g6
1.e4 c6 2.d4 d5 3.exd5 cxd5 4.Ad3 Cc6 5.c3 Cf6 6.Af4
Las blancas alivian la tensión central. La línea principal es el ataque Panov que se presenta con c4. Suele conducir a líneas donde las blancas tienen un peón dama aislado. Este tipo de posiciones son muy estudiadas en la literatura ajedrecística. La otra posibilidad es jugar Ad3, que conduce a un juego más tranquilo para ambos bandos.

### Variante Clásica
|       |       |       |       |       |       |       |       |       |  |
|       | a8 rd | b8 nd | c8    | d8 qd | e8 kd | f8 bd | g8 nd | h8 rd |  |
| a7 pd | b7 pd | c7    | d7    | e7 pd | f7 pd | g7 pd | h7 pd |       |  |
| a6    | b6    | c6 pd | d6    | e6    | f6    | g6 bd | h6    |       |  |
| a5    | b5    | c5    | d5    | e5    | f5    | g5    | h5    |       |  |
| a4    | b4    | c4    | d4 pl | e4    | f4    | g4    | h4    |       |  |
| a3    | b3    | c3    | d3    | e3    | f3    | g3 nl | h3    |       |  |
| a2 pl | b2 pl | c2 pl | d2    | e2    | f2 pl | g2 pl | h2 pl |       |  |
| a1 rl | b1    | c1 bl | d1 ql | e1 kl | f1 bl | g1 nl | h1 rl |       |  |
|       |       |       |       |       |       |       |       |       |  |

Se siguen los senderos de la variante clásica con los movimientos:
1.e4 c6 2.d4 d5 3.Cc3 dxe4 4.Cxe4 Af5
1.e4 c6 2.d4 d5 3.Cc3 dxe4 4.Cxe4 Af5 5.Cg3 Ag6 6.h4
1.e4 c6 2.d4 d5 3.Cc3 dxe4 4.Cxe4 Af5 5.Cg3 Ag6 6.h4 h6 7.Cf3 Cd7 8.h5
1.e4 c6 2.d4 d5 3.Cc3 dxe4 4.Cxe4 Af5 5.Cg3 Ag6 6.Ch3
1.e4 c6 2.d4 d5 3.Cc3 dxe4 4.Cxe4 Af5 5.Cg3 Ag6 6.f4
1.e4 c6 2.d4 d5 3.Cc3 dxe4 4.Cxe4 Cf6
1.e4 c6 2.d4 d5 3.Cc3 dxe4 4.Cxe4 Cf6 5.Cxf6+ exf6
1.e4 c6 2.d4 d5 3.Cc3 dxe4 4.Cxe4 Cf6 5.Cxf6+ exf6 6.Ac4
1.e4 c6 2.d4 d5 3.Cc3 dxe4 4.Cxe4 Cf6 5.Cxf6+ exf6 6.c3 Ad6
1.e4 c6 2.d4 d5 3.Cc3 dxe4 4.Cxe4 Cf6 5.Cxf6+ exf6 6.c3 Ae6
1.e4 c6 2.d4 d5 3.Cc3 dxe4 4.Cxe4 Cf6 5.Cxf6+ gxf6
1.e4 c6 2.d4 d5 3.Cc3 dxe4 4.Cxe4 Cf6 5.Ad3
1.e4 c6 2.d4 d5 3.Cc3 dxe4 4.f3
Las negras se apresuran a poner su alfil por fuera de la cadena de peones, ya que tras mover su peón a e6, este limitará mucho la movilidad del primero. Intentarán posteriormente una ruptura con c5 y procederán con un eventual ataque de minorías.
Las blancas intentan aprovechar lo expuesto del alfil de casillas claras para sacar sus piezas. Desean conservar ambos caballos sobre el tablero, para acentuar su ligera ventaja de espacio. Esto último también se observa en las líneas donde el blanco juega h4-h5 ganando más espacio. Finalmente buscan cambiar su alfil malo por el bueno negro con Ad3.
VARIANTE MODERNA
1.e4 c6 2.d4 d5 3.Cd2 dxe4 4.Cxe4 Cd7

### Variante Smyslov
|       |       |       |       |       |       |       |       |       |  |
|       | a8 rd | b8    | c8 bd | d8 qd | e8 kd | f8 bd | g8 nd | h8 rd |  |
| a7 pd | b7 pd | c7    | d7 nd | e7 pd | f7 pd | g7 pd | h7 pd |       |  |
| a6    | b6    | c6 pd | d6    | e6    | f6    | g6    | h6    |       |  |
| a5    | b5    | c5    | d5    | e5    | f5    | g5    | h5    |       |  |
| a4    | b4    | c4    | d4 pl | e4 nl | f4    | g4    | h4    |       |  |
| a3    | b3    | c3    | d3    | e3    | f3    | g3    | h3    |       |  |
| a2 pl | b2 pl | c2 pl | d2    | e2    | f2 pl | g2 pl | h2 pl |       |  |
| a1 rl | b1    | c1 bl | d1 ql | e1 kl | f1 bl | g1 nl | h1 rl |       |  |
|       |       |       |       |       |       |       |       |       |  |

Esta compleja variante llega con los movimientos:
1.e4 c6 2.d4 d5 3.Cc3 dxe4 4.Cxe4 Cd7 5.Ac4 Cgf6 6.Cg5 e6 7.De2 Cb6
Más posicional que la línea anterior, las negras evitan el cambio del alfil de casillas claras y se preparan a cambiar algún caballo con Cgf6 seguido de Cxf6 evitando doblar peones en f. Aquí la posición negra se ve aún más restringida sobre todo si las blancas eluden las simplificaciones con Cg5. A cambio las negras obtienen una estructura muy sólida. Con mucho control sobre la casilla d5, se buscara abrir la posición jugando c5 en el momento oportuno.

### Líneas secundarias
1.e4 c6 2.Cc3
1.e4 c6 2.Cc3 d5 3.Cf3 Variante de los dos caballos
1.e4 c6 2.Cc3 d5 3.Cf3 Ag4
1.e4 c6 2.c4 Anticaro-Kann
1.e4 c6 2.c4 d5
1.e4 c6 2.d3
1.e4 c6 2.Ac4
1.e4 c6 2.Ce2 Ataque bohemio
Variante activando la dama
1. e4 c6 2.Cc3 d5 3.Df3!? 